# Nitrógeno no proteico

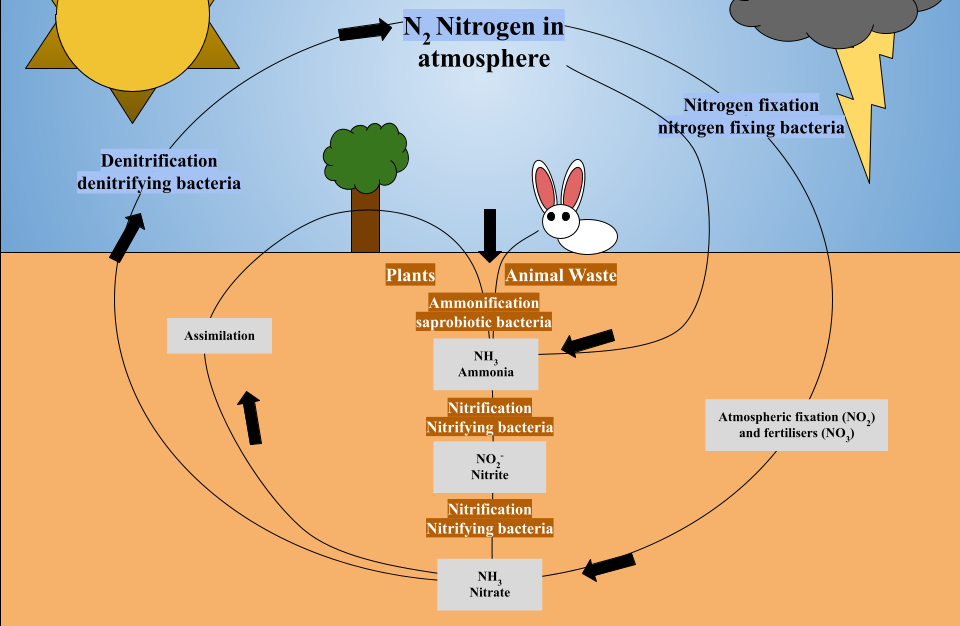
Versión simplificada del ciclo biogeoquímico del nitrógeno con bacterias presentes junto con los procesos que las convierten a través de productos químicos.

El término nitrógeno no proteico (NNP) se usa para referirse a los compuestos de nitrógeno que algunos organismos vivos pueden convertir en proteínas.

## Características
Muchos organismos superiores sólo pueden obtener aminoácidos absorbiéndolos de la dieta. Una vez incorporados, pueden convertir algunos aminoácidos en otros diferentes.[cita requerida]
Los compuestos que forman el NNP son los que contienen amoníaco, nitritos y nitratos y otros como la urea, el biuret o el ácido úrico.[cita requerida]
Los organismos que pueden utilizar el NNP son los hongos, las plantas y algas, bacterias y organismos que viven en simbiosis con ellos.[cita requerida]
En la ganadería de rumiantes es de gran importancia, ya que las grandes colonias de bacterias contenidas en el rumen pueden convertir alimento con un bajo nivel de proteína en uno suficientemente nutritivo gracias a la adición de NNP, generalmente en forma de urea. O el aprovechamiento de productos de muy poco valor como alimento, como estiércol de animales monogástricos como gallinas o cerdos.